# Organizational unit
Een Organizational Unit is in de informatica een manier om objecten in directory's, of namen in een hiërarchie van digitale certificaten, te classificeren. Organizational Units zijn te vinden in X.500-directory's, X.509-certificaten, Lightweight Directory Access Protocol-directory's, Active Directory (AD), en Lotus Notes-directory's en certificaatbomen, maar ze zijn te vinden in vrijwel elk modern directory- of digitaalcertificaatcontainergroepeersysteem. Tevens zit er een verschil tussen een OU, en een map. Een OU heeft een speciale manier van beveiliging. Een map kan door een willekeurig persoon (met uitzondering van server niveau) worden weggegooid. Maar een OU kan een instelling krijgen om het verwijderen van deze map te blokkeren.